# ینز گایزر
ینز گایزر (آلمانی: Jens Gaiser؛ زادهٔ ۱۵ اوت ۱۹۷۸) اسکی‌باز پرش اهل آلمان است.